# Wielerronde van Hoogerheide
De Wielerronde van Hoogerheide (ook wel Ronde van Hoogerheide) is een wielerwedstrijd op de weg door het dorp Hoogerheide in de Nederlandse provincie Noord-Brabant. 
De wedstrijd wordt verreden op een plaatselijke omloop van 2500 meter in het dorp Hoogerheide waarbij de Scheldeweg moet worden beklommen. Start en finish liggen in het dorp. 
De wedstrijd maakt deel uit van de Brabantse Wal Wielerevents. In 2025 is dit klassement toe aan zijn 6e editie. Hierin zitten naast de Wielerronde van Hoogerheide ook de Wielerronde van Woensdrecht, 
de Wielerronde van Ossendrecht, de Wielerronde van Putte en de Wielerronde van Huijbergen. Over deze wedstrijden wordt een algemeen klassement opgemaakt.